# LŁKS Łomża
LŁKS Prefbet Śniadowo Łomża – klub z Łomży, od 2013 roku występuje w najwyższej klasie rozgrywek Ligi lekkoatletycznej, jest zrzeszony w PZLA (Polski Związek Lekkiej Atletyki).

## Trenerzy
- Andrzej Korytkowski
- Andrzej Niwiński
- Cezary Koziarski
- Paweł Grygo
- Przemysław Pucyk